# John C. Hemmeter

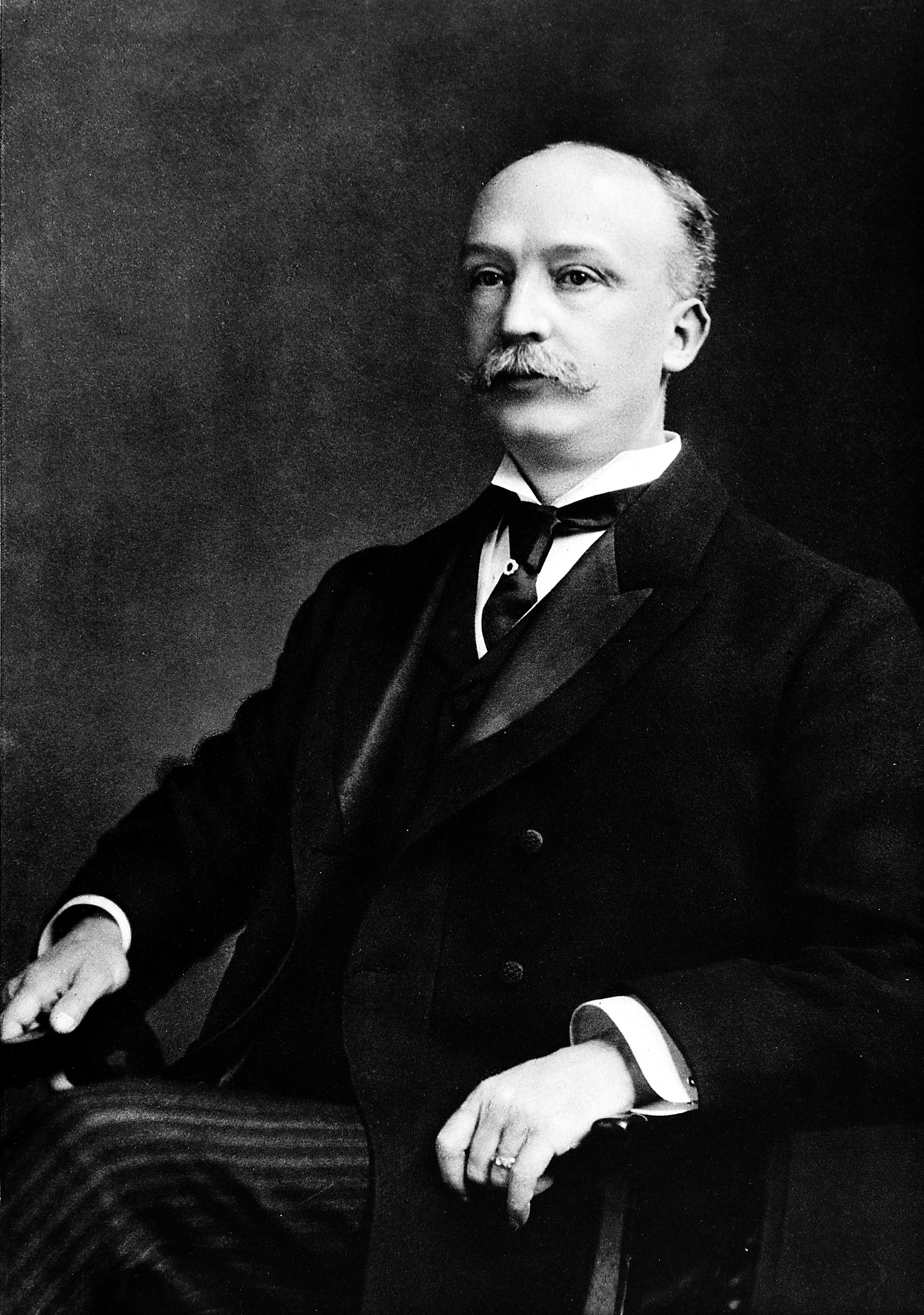
John C. Hemmeter (um 1906)

John Conrad Hemmeter (* 25. April 1863 in Baltimore, Maryland; † 25. Februar 1931 ebenda) war ein US-amerikanischer Mediziner und Physiologe.

## Leben
John C. Hemmeter, Sohn einer in Baltimore lebenden deutschstämmigen Familie, besuchte ab 1872 zunächst das Gymnasium in Hanau, wechselte wenige Jahre später auf das Königliche Gymnasium zu Wiesbaden und kehrte 1878 nach Baltimore zurück. In der Zeit von 1878 bis 1881 war er am Baltimore City College, schloss 1884 sein Studium an der University of Maryland ab, trat in das Bay View Hospital ein und promovierte 1890 an der Johns Hopkins University.
Hemmeter spezialisierte sich in der Folgezeit auf Krankheiten des Verdauungsapparates, sammelte Beobachtungen seltener Fälle und verwandte diese später in seinem Lehrbuch der Krankheiten des Magens, dem ersten vollständigen Werk dieser Art, das in englischer Sprache veröffentlicht wurde.
Er entwickelte ein Kymographion, das die peristaltische Magenbewegung aufzeichnete und zu dieser Zeit lange vor Einführung der Röntgenstrahlen eine besondere Bedeutung für physiologische Experimente und für die Kenntnis der Physiologie des Magens hatte. Später war er dann der Erste in den Vereinigten Staaten, der sich der Röntgenstrahlen beim Studium der Krankheiten des Magens bediente. Im April 1896 stellte John C. Hemmeter seine Methode der Intubation des Duodenums vor.
Im Jahr 1903 wurde er Professor der Physiologie im „Department of Medicine of the University of Maryland“, wo er in der Folge das physiologische Laboratorium aufbaute und neue Methoden demonstrierte.
John C. Hemmeter wurde 1901 zum Präsidenten der „American Gastro-Enterological Association“ gewählt. Er wirkte darüber hinaus zeitweise als Präsident der amerikanischen Sektion der „International Association for the History of Medicine“, der „American Therapeutic Society“ sowie der „American Society of Medical History“.
1912 wurde er zum Mitglied der Deutschen Akademie der Naturforscher Leopoldina gewählt.
Er wurde auf dem Loudon Park Cemetery in Baltimore beigesetzt.

## Schriften
- Diseases of the stomach. Their special pathology, diagnosis and treatment, with sections on anatomy, physiology, analysis of stomach contents, dietetics, surgery of the stomach, etc. In three parts. P. Blakiston's Son & Co., Philadelphia 1897 (archive.org)
- Diseases of the intestines. Their special pathology, diagnosis and treatment with sections on anatomy and physiology, microscopic and chemic examination of the intestinal contents, secretions, feces, and urine. Intestinal bacteria and parasites; surgery of the intestines, dietetics, diseases of the rectum, etc. 2 Bände. P. Blakiston’s Son & Co., Philadelphia 1901–1902 (archive.org; archive.org)
- Master minds in medicine. An analysis of human genius as the instrument in the evolution of great constructive ideas in the history of medicine. Together with a system of historic methodology. Medical life press, New York 1927 (archive.org)